# Национальное полицейское агентство Японии
Главное управление полиции (яп. 警察庁, けいさつちょう, Кейсацутё:; англ. National Police Agency) — правительственный орган в Японии, который осуществляет законодательный контроль над силами японской полиции. Особый орган государственного комитета общественной безопасности. Основано в 1954 году. Осуществляет руководство через глав префектурных отделений полиции. При управлении действуют Полицейская академия Японии, Научный институт полиции и Штаб полиции императорского дворца.